# Constitución Provisoria para el Estado de Chile de 1818
La Constitución Provisoria para el Estado de Chile de 1818 fue el texto constitucional promulgado el 23 de octubre de ese año por Bernardo O’Higgins,previo a un plebiscito en que se consultó la voluntad nacional entre Copiapó y Cauquenes. 
La carta constitucional reglamentaba en su título los derechos y deberes del hombre en sociedad, la libertad, igualdad y derecho de propiedad, también consagraba los principios sociales avanzados para la época desde el punto de vista político, etc. Se consagra expresamente el principio de la soberanía nacional y del régimen representativo.

## Antecedentes
Para la aprobación o rechazo, desde el momento de la publicación del proyecto —el 10 de agosto de 1818—, se sometió a consulta popular la Constitución Provisoria en todas las localidades entre Copiapó y Cauquenes, para lo cual se abrieron libros de firmas en las sedes parroquiales donde todos los «chilenos libres» debían estampar su firma manifestando su opción.
El derecho a voto finalmente se limitó a «padres de familia, o que tengan algún capital, o que ejerzan algún oficio, y que no se hallen con causa pendiente de infidencia o de sedición». El plebiscito tampoco contó con la participación de la provincia de Concepción —la mitad de la población de Chile según O'Higgins—, pues aún se encontraba bajo control realista.

## Características
Las principales características de esta constitución son:
- El Poder Ejecutivo residía en el Director Supremo con múltiples facultades:
  - «dirigir la armada y el ejército»;
  - «nombrar funcionarios públicos»;
  - «manejar las arcas fiscales y las relaciones exteriores y dar cuenta al Senado de sus actos.»
- El Poder Legislativo residía en un Senado de 5 miembros y sus suplentes (nombrados todos por el director Supremo) que debían fiscalizar al Ejecutivo.
- El Poder Judicial recaía en la Corte de Apelaciones y el Supremo Tribunal Judiciario.

Los poderes de O'Higgins como Director Supremo, similares a los de un dictador, provocaron molestia en sus opositores, por lo que se formó una asamblea constituyente (1822) donde se reformó este texto constitucional y se creó uno nuevo.